# Luise von Plönnies
Luise von Plönnies, född Leisler den 7 november 1803 i Hanau, död den 22 januari 1872 i Darmstadt, var en tysk författarinna. Hon var dotter till Johann Philipp Achilles Leisler och mor till Wilhelm von Plönnies.
Luise Leisler gifte sig 1824 med läkaren August von Plönnies i Darmstadt och blev änka 1847. Bland hennes alster kan framhållas Gedichte (1844), Neue Gedichte (1851), Mariken von Nymwegen (1853) och Lilien auf dem Felde (1864). Hon utgav även poetiska översättningar från engelska och flamländska.